# Емецкий уезд
Емецкий уезд — административная единица в составе Архангельской губернии, существовавшая до 1925 года. Центр — город Емецк.
Емецкий уезд располагался вдоль течения рек Северная Двина и Пинега. Граничил с Архангельским, Онежским, Шенкурским и Пинежским уездами. Поверхность уезда имела ровный характер, за исключением северной и северо-западной его частей, где встречались возвышенности; из последних наиболее значительные Бобровая, Каймозерская, Кругловодская. Почва уезда местами песчаная с мелким хрящом, местами глинистая, местами содержала небольшие слои чернозема, но в большинстве моховая и болотистая. Из полезных ископаемых встречались и разрабатывались плитник и известь, а также булыжник, песок и хорошая гончарная глина. Северная Двина на всем протяжении уезда была судоходна и богата рыбой. Озёр в уезде было 286, наибольшим из которых являлось Ковозеро (30 км²). Под лесами было занято до 60 % площади уезда; кое-где сохранялись и корабельные леса; главные породы — сосна, ель и местами лиственница, из лиственных — береза, осина, ольха, ива, рябина, черемуха, можжевельник. Было много заливных и других лугов. Площадь уезда в конце XIX века была равна 14,5 тыс. км².
Емецкий уезд был образован в составе Архангельской губернии 1922 году, после переноса центра Холмогорского уезда в Емецк. В 1924 году в состав Емецкого уезда была перечислена Верхнепаленьгская волость Пинежского уезда. 
В 1924 году в 10623 хозяйствах Емецкого уезда на площади 14505 км² проживало 50125 человек.
В 1925 году Емецкий уезд был упразднён, а его территория вошла в состав Архангельского уезда.